# Doug Kershaw
Douglas James Kershaw, detto Doug (Parrocchia di Cameron, 24 gennaio 1936), è un musicista, cantante e compositore statunitense figura importante per aver ispirato sin dai primi anni settanta molti violinisti, sia nel genere folk che nel rock.
Attivo sin dal 1948, Kershaw ha inciso in carriera una quindicina di album di musica country e cajun. È membro del Grand Ole Opry.

## Biografia
Figlio di un cacciatore di alligatori, Doug Kershaw a otto anni era già un provetto musicista, sbalordendo non solo per la sua grande capacità con il fiddle, che suonava già dall'età di cinque anni, ma per il fatto di sapersela cavare più che bene (da autodidatta) con ventotto strumenti musicali.
Dopo il suicidio del padre, avvenuto quando Doug aveva sette anni, tutta la famiglia (che comprendeva oltre a Doug ed alla madre altri otto figli) si trasferì nella cittadina di Lake Arthur.
Risalgono in quel periodo le sue prime esibizioni, con il fiddle, in un bar della sua zona accompagnato, con la chitarra, dalla madre.
Dopo aver insegnato a suonare la chitarra al fratello Rusty Kershaw, Doug formò, nel 1948, un gruppo musicale chiamato Continental Playboys, che comprendeva, oltre a Rusty, un altro fratello più anziano d'età di nome Peewee.
Nei primi anni cinquanta, Peewee, lasciò il gruppo e Doug e Rusty Kershaw continuarono ad esibirsi come duo, acquisendo velocemente una buona popolarità a livello regionale, grazie ad un solido repertorio sia di musica cajun che country, nel 1955 registrarono un singolo dal titolo So Lovely, Baby pubblicato dalla Hickory Records, che inaspettatamente raggiunse la Top Five della classifica Country riservata ai singoli, questo clamoroso Hit procurò al duo un ingaggio per una importante emittente radiofonica di Shreveport come membri dei Louisiana Hayride.
Nel 1957 un altro singolo dal titolo Love Me to Pieces si piazzò nella Top 40 della classifica country.
La carriera dei due fratelli sembrava ormai spianata ma stranamente fu interrotta per la decisione d'entrambi di arruolarsi nell'esercito statunitense nei cui ranghi rimasero per tre lunghi anni.
Dopo essersi congedati, ripresero la loro carriera musicale, nel febbraio del 1961 il duo registrò un brano che sarebbe diventato il loro più importante successo, Louisiana Man, che Doug aveva scritto durante il periodo servito nell'esercito, la canzone fu un successo non tanto di classifica (fu decima nella Chart Country riservata ai singoli e centoquattresima nella Hot 100 di Billboard) ma quanto di cover, fu infatti eseguita da oltre 800 artisti (tra cui: Ricky Nelson, Gene Pitney, Bobbie Gentry, Jerry Lee Lewis, Clifton Chenier, Conway Twitty, Loretta Lynn, eccetera)
Nonostante il grande successo ottenuto il fratello di Doug, Rusty (1938-2001), sciolse il duo, mentre Doug iniziò una brillante carriera solistica, nell'estate del 1969 partecipò allo show televisivo di Johnny Cash, dove interpretò Louisiana Man.
In seguito la sua carriera musicale si alternò sia nell'attività solistica (per un certo periodo alcuni suoi album furono regolarmente presenti nelle chart) sia in quella di sideman.
Dal 2007 ridusse sensibilmente l'attività musicale, effettuando di tanto in tanto qualche concerto.
Nel 2009 Doug Kershaw fu inserito nella Louisiana Music Hall of Fame.

## Discografia
- 1969: The Cajun Way
- 1970: Spanish Moss
- 1971: Doug Kershaw
- 1972: Swamp Grass
- 1972: Devil's Elbow
- 1973: Douglas James Kershaw
- 1974: Mama Kershaw's Boy
- 1975: Alive & Pickin'
- 1976: Ragin' Cajun
- 1977: Flip, Flop & Fly
- 1978: The Louisiana Man
- 1979: Louisiana Cajun Country Volume 1
- 1981: Instant Hero
- 1989: Hot Diggidy Doug
- 1989: The Best of Doug Kershaw